# Diplo
Томас Веслі Пентц (англ. Thomas Wesley Pentz; нар. 10 листопада 1978, Тупело, штат Міссісіпі), більш відомий під псевдонімом Diplo — американський діджей та продюсер. Він є співавтором і провідним учасником електронного танцювального музичного проєкту Major Lazer, учасником супергрупи LSD разом з Sia і Labrinth, учасником електронного дуету Jack Ü з продюсером і діджеєм Skrillex, а також учасником Silk City з Марком Ронсоном. Він є засновником лейблу звукозапису Mad Decent, а також є співзасновником некомерційної організації Heaps Decent. Його мініальбом Revolution 2013 року дебютував під номером 68 в американському Billboard 200. Заголовна композиція мініальбому була пізніше представлена в рекламі Hyundai та з'явилася в саундтреку WWE 2K16.
Його зусиллями латиноамериканські ритми та африканські біти перемістились з нетрів на танц-поли. Діяльність Diplo важко віднести до визначеного стилю. Веслі Пентц створив новий стиль байле-фанк. Його друга батьківщина — Ямайка, де він пише музику та відвідує вечірки. Diplo допомагає музикантам у їхній творчості.
Його псевдонім, скорочено від Diplodocus, походить від його дитячого захоплення динозаврами.

## Біографія
Справжнє ім'я музиканта — Thomas Wesley Pentz (Томас Веслі Пентз). Народився він 10 листопада 1978 року в США, місті Тупело штату Міссісіпі. Більшу частину своєї юності він провів у Маямі в магазині батька, який цікавився різноманітними тваринами — ламантинами, крокодилами, динозаврами. Інтерес до палеонтології він передав і синові. Потім Томас Веслі Пентз переїхав до Філадельфії.
З 1997 року навчався в Університеті центральної Флориди, потім в університеті Темпл (Філадельфія, штат Пенсильванія, США), там же працював діджеєм, соціальним працівником і вчителем. Допомагав дітям освоювати читання і математику. Залишався з учнями після уроків. Даючи інтерв'ю, говорив, що робота вчителя погана і важка. У житті волів вивчати музику і веселити людей.
У Філадельфії Томас Веслі Пентз взяв сценічний псевдонім Вес Галлі, потім прийняв псевдонім «Діпло» — від назви динозавра.

## Кар'єра
Познайомившись з музикантом DJ Low Budget, почав виступати з ним під ім'ям групи Hollertronix. Виступи групи були досить успішними..
2004 року Томас Веслі Пентц під псевдонімом Diplo випустив свій дебютний альбом «Florida». Альбом був записаний двічі, спочатку на CD дисках, потім на DVD. Томас є засновником і власником відомого лейблу Mad Decent.
2009 року Diplo разом з діджеєм і продюсером Switch заснував проєкт Major Lazer. Але 2011 року вони розлучилися. Switch пішов з проєкту. Нині в складі групи Major Lazer виступають Diplo, Jillionaire і Wlashy Fire. Веслі займається продюсуванням і написанням музики для реперів і попвиконавців.
Кілька років на радіо BBC Radio 1 вів щотижневе шоу «Diplo & Friends».
2013 року був номінований на премію Ґреммі в категорії «Некласичний продюсер року».
2015 року Diplo став найпопулярнішим музикантом у додатку для розпізнавання музики Shazam. Користувачі шукали його треки близько 40 мільйонів разів за рік..

## Особисте життя
Diplo має трьох синів: Локетт і Лейзер від Кетрін Локгарт, та Пейса від Джевон Кінґ.
Зустрічався зі співачкою M.I.A. (2003 по 2008), котра пізніше сказала, що їхні бурхливі стосунки включали емоційне насильство з його боку.
Diplo зустрічався зі співачкою Кеті Перрі майже рік у 2014 та 2015 роках. Після цього у Diplo був короткий роман зі співачкою Мадонною, а у 2016 році у нього був короткий роман з актрисою Кейт Гадсон.
В інтерв'ю 2023 року розповів, що більш «орієнтований на вайб», ніж на стать партнера. «Я не хочу визначати, що я гей, але думаю, що найкраща відповідь, яку я маю, — це те, що я не не гей», — сказав він.

## Звинувачення у сексуальних домаганнях
У листопаді 2020 року жінці з Лос-Анджелеса, на ім'я Шеллі Огюст було накладено заборонний ордер на Diplo. Вона стверджувала, що він розповсюджував порнопомсту, після того, як вона звинуватила його у залицянні за нею та іншими «дуже молодими дівчатами», сексуальній поведінці без згоди, найму приватного детектива в червні 2020 року, щоб «залякати її, щоб вона мовчала про їхні стосунки» і «залякати інших жінок, щоб вони не заявили про себе», та погрози іншим жінкам, які підтримали її, у Твіттері у жовтні. Згідно з судовими документами, жінка, яка познайомилася з Diplo влітку 2014 року, коли їй було 17, а йому 36, почала торгувати відвертими сексуальними зображеннями та мала інтимні стосунки. Через деякий час Diplo подав заяву й отримав власний заборонний ордер на Огюст.
У тому ж році реперка Азілія Бенкс, яку Diplo знайшов у соціальних мережах, коли їй було сімнадцять років, сказала, що продюсер допоміг їй розпочати кар'єру в обмін на послуги сексуального характеру, коли вона була неповнолітньою.
У 2021 році неназвана жінка подала до суду на Diplo за те, що він нібито зняв її на відео під час сексуального акту, коли вона була в стані алкогольного сп'яніння і не могла дати згоду, після концерту в Лас-Вегасі у 2019 році. Вона стверджує, що Diplo «запросив її до кімнати, вигнав її друзів і не дозволив їй піти, поки вона не здійснила оральний секс». Через 10 днів обвинувачка відмовилася від своєї справи, висловивши жаль про те, що подала її.

## Дискографія

### Студійні альбоми
- Florida (2004)
- Diplo Presents Thomas Wesley, Chapter 1: Snake Oil (as Thomas Wesley) (2020)
- MMXX (2020)
- Diplo (2022)

## Факти

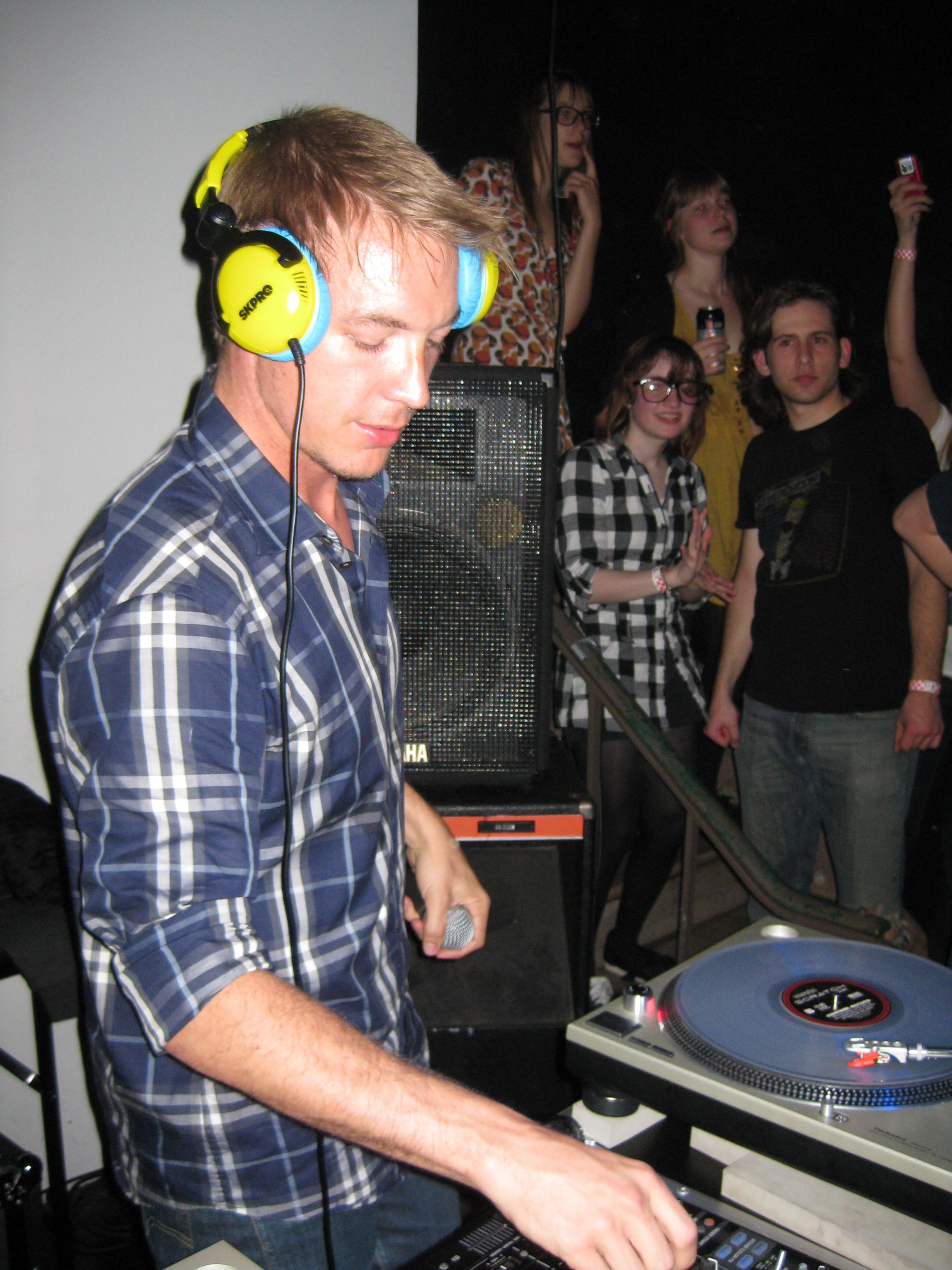
Виступ Diplo

Прізвисько Diplo — скорочена форма слова Diplodocus, яке стосується динозаврів роду ящеротазових динозаврів з групи завропод. Такий псевдонім — данина повазі дитячому захопленню. Томас ще дитиною приділяв багато часу вивченню вимерлих тварин.
Томас займається благодійністю. Бувши вчителем, він працював з важкими підлітками, а зараз його власний фонд допомагає початківцям-музикантам, артистам і всім людям творчих професій реалізувати свої ідеї. Також фонд допомагає колишнім наркоманам пройти реабілітацію і повернутися до нормального життя.
Томас написав книгу «128 ударів у хвилину», яку він рекомендує як «Мій візуальний гід в музику, культуру і в усе, що є між ними». Разом з фотографом Шейном МакКоллі Diplo здійснив подорож в усьому світі від Тель-Авіва до Ямайки, представляючи різні сторони музики.